# EMD FP9形ディーゼル機関車
EMD FP9は、1954年から1959年にかけてGM-EMDで生産された電気式ディーゼル機関車で、F9のAユニットを旅客輸送向けに再設計した車両である。FP9も元になったF9同様により、カナダ向けの車両はGMDで作られた。最終組立はGM-EMD製はイリノイ州のラグレーンジ工場で、GMD製はオンタリオ州ロンドン工場で行われた。

## 概要
Fシリーズの最終グループ、F9は567Bから567Cに変更により出力が1,750馬力にアップしたのに伴い、旅客列車牽引用のFシリーズも出力アップ版として登場したのがFP9である。
FP7と同様にF9のAユニットを1.2mほど延長して全長16.5mとした上で蒸気発生器用の水タンクを搭載できるようにしており、またBユニットは水タンクを搭載するスペースがあったことからAユニットのみ設計されたのもFP7と同様である。
元になったF9と同様に車体側面に設置されたエアインテークが4か所から5か所に増設されたためフィルタ格子が運転室寄りに1つ増設された。F9のフィルター格子が縦向き形状で統一されたのに対しFP9の側面のフィルター格子はF7のフェイズIまで採用された横向き形状とフェイズII以降の縦向き形状の2種類が存在する。
FP9もF7より追加で設置された屋根上のダイナミックブレーキ用のファンは設置された車両と未設置車があり、ダイナミックブレーキ用のファンが未設置車は屋根にも水タンクが設置されている。
FP9は北米だけでなくサウジアラビアのSaudi Government Railwaysにも7両が収められたため、FP7と同様にサウジアラビアでも活躍した。
FP9は1954年から1959年にかけて90両が製造されているが、GM-EMDでの製造数が36両に対しGMDでの製造数が54両とカナダ向けの製造数が多いのが特徴である。

## FP9 ARM
VIA鉄道に所属したFP9の内、1983年から15両が567系エンジンから645系エンジンに交換し、出力を1,800馬力にした車両があり、FP9ARMと称された。
エンジン交換とともにナンバーも改番されており、No6300～6314がFP9ARMに該当する。
外観は他の改造形式であるF9PHやFP10、FL9ACのように側面の丸窓埋め込みやフィルタ格子の増設等は行われず、通常のFP9と変化はないため一見すると改造車に見えないのが特徴である。

## 保存車

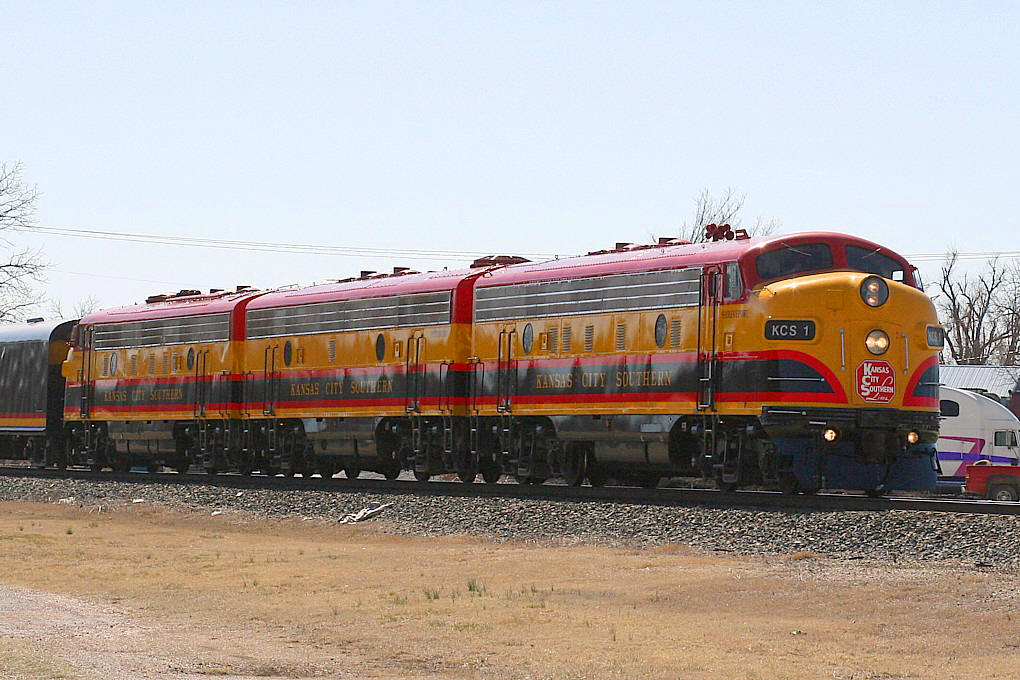
カンザス・シティ・サザン鉄道のFP9-KSC1号+F9-KSC3+FP9-KSC2号の3重連。

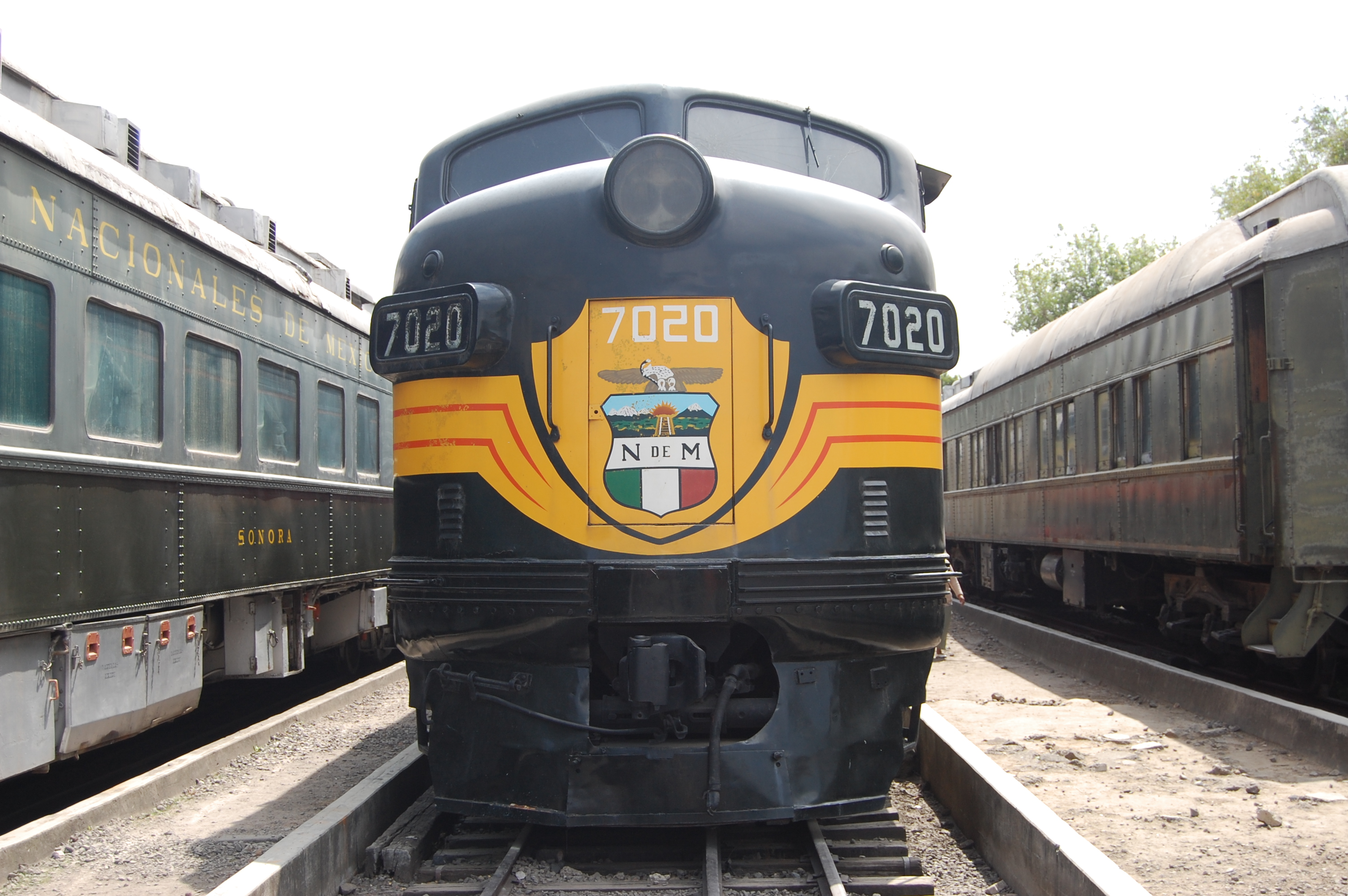
メキシコ国旗が全面扉に描かれたFP9-7020号。

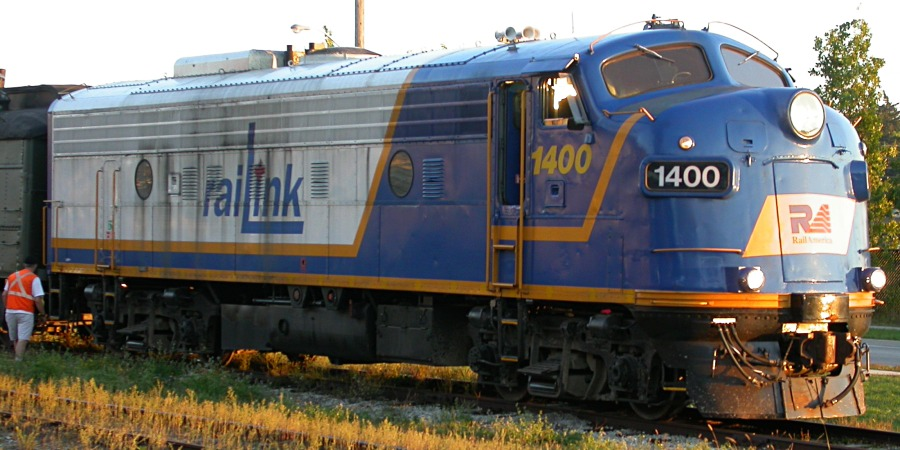
Ontario Southland RailwayのFP9-1400号。FP9ARMと称されたタイプで元VIA鉄道FP9-6303号

F9同様にFシリーズの中では少数派であったものの製造時期が遅く、また大出力という特徴もあって後年まで現役だったという傾向から、保存車両も比較的多く北はカナダから南はメキシコにまで及ぶ。
- FP9
  - カナダのAlberta Railway MuseumにFP9-6514号がF9B-6614号と連結されて保存されている。
  - en:Pan Am Railways[2]にFP9-PAR1号及びPAR2号を特別列車牽引用に保有している。
  - カンザス・シティ・サザン鉄道[3]がFP9-KSC1号及びKSC2号保有し、F9-KSC3号(Bユニット)とともに特別列車を牽引している他、カンザスシティのユニオン駅にFP9-34号を展示している。
  - メキシコのMuseo Nacional de los Ferrocarriles Mexicanos[4]にFP9-7020号がF7B-6328号と連結されて保存されている。[5]
  - サンダーベイのカミニスティックイア川沿いにあるKaministiquia River Heritage ParkにVIA鉄道のFP9-6510号が客車3両を連結した状態で保存されており、Googleの地図検索機能ストリートビューでも確認できる。
  - en:Boone and Scenic Valley Railroad[6]がFP9-6540号を保有している。
  - 複数の鉄道会社を傘下に持つ、持ち株会社en:Pioneer Railcorp[7]の内、en:Keokuk Junction RailwayがFP9-1750号及び1752号をF9-1761号(Bユニット)とともに保有しており、Santa Trainのようなイベント列車や貨物列車を牽引している他、同じPioneer Railcorp傘下のGettysburg & Northern RailroadもFP9-1755を保有している。
- FP9 → FP9ARM
  - 下記の車両はVIA鉄道でエンジンを645系エンジンに変更し1,800馬力に改良された結果、FP9ARMと称された車両である。
  - en:Canadian Railway MuseumにFP9-6309号が保存されている。
  - en:National Railway Historical SocietyのBritish Columbia支部[8]にFP9-6300号が保存されている。この車両はヒントン列車衝突事故時に衝突されたスーパー・コンチネンタル号の8両目に無動機関車として連結されていたが衝突により前面を大きく破壊されながらも復旧されたという過去を持っている。
  - en:Ontario Southland Railway[9]にFP9-6508号(元6305号)、FP9-1400号(元6303号)及びFP9-1401号(元: 6312号)の3両を保有し、貨物列車を牽引している。1400号と1401号は同じ塗装であるが6508号は塗装が異なる。
  - カナダ太平洋鉄道が運行するen:Royal Canadian Pacific[10]牽引用にFP9-4106(元6307号)及び4107(元6313号)をF9-1900(Bユニット)とともに保有。